# Uwe Grauer
Uwe Grauer (Dortmund, 1970. január 1. –) német labdarúgóhátvéd, az FC Schalke 04 U12-es csapatának az edzője.